# Neue Meitetsu Chita-Linie
| Triebzug der Baureihe 3500 bei Chita Okuda |                           |                           |                         |
| Streckenlänge: | 13,9 km                   |                           |                         |
| Spurweite: | 1067 mm (Kapspur)         |                           |                         |
| Stromsystem: | 1500 V =                  |                           |                         |
| Maximale Neigung: | 34,8 ‰                    |                           |                         |
| Minimaler Radius: | 350 m                     |                           |                         |
| Streckengeschwindigkeit: | 100 km/h                  |                           |                         |
| Zweigleisigkeit: | nein                      |                           |                         |
| |                           |                           |                         |
| Gesellschaft: | Meitetsu (Nagoya Tetsudō) |                           |                         |
| \| \| 0,0 \| Fuki (富貴) ↔ Kōwa-Linie \| 1932– \| \| \| \| Minamichita-Autobahn \| \| \| \| 3,0 \| Ausweiche Bessōike \| Ausweiche Bessōike \| \| \| \| Fukaya-Tunnel (409 m) \| \| \| \| \| Kaminoma-Tunnel (110 m) \| \| \| \| 5,8 \| Kami Noma (上野間) \| 1974– \| \| \| \| Ohara-Tunnel (111 m) \| \| \| \| 6,7 \| Mihama-ryokuen (美浜緑苑) \| 1987– \| \| \| \| Tani-Tunnel (195 m) \| \| \| \| 8,1 \| Chita Okuda (知多奥田) \| 1975– \| \| \| 9,8 \| Noma (野間) \| 1976– \| \| \| \| Hosome-Tunnel (205 m) \| \| \| \| 11,5 \| Ōnoura (unvollendet) \| Ōnoura (unvollendet) \| \| \| \| Ōnoura-Tunnel (405 m) \| \| \| \| \| Utsumi-Tunnel (440 m) \| \| \| \| 13,9 \| Utsumi (内海) \| 1980– \| |                           |                           |                         |
| Bahnhof quer · Abzweig quer und von rechts | 0,0                       | Fuki (富貴) ↔ Kōwa-Linie  | 1932–                   |
| |                           | Minamichita-Autobahn      |                         |
| Blockstelle | 3,0                       | Ausweiche Bessōike        | Ausweiche Bessōike      |
| Tunnel |                           | Fukaya-Tunnel (409 m)     | Fukaya-Tunnel (409 m)   |
| Tunnel |                           | Kaminoma-Tunnel (110 m)   | Kaminoma-Tunnel (110 m) |
| Haltepunkt / Haltestelle | 5,8                       | Kami Noma (上野間)        | 1974–                   |
| Tunnel |                           | Ohara-Tunnel (111 m)      | Ohara-Tunnel (111 m)    |
| Haltepunkt / Haltestelle | 6,7                       | Mihama-ryokuen (美浜緑苑) | 1987–                   |
| Tunnel |                           | Tani-Tunnel (195 m)       | Tani-Tunnel (195 m)     |
| Bahnhof | 8,1                       | Chita Okuda (知多奥田)    | 1975–                   |
| Haltepunkt / Haltestelle | 9,8                       | Noma (野間)               | 1976–                   |
| Tunnel |                           | Hosome-Tunnel (205 m)     | Hosome-Tunnel (205 m)   |
| ehemaliger Haltepunkt / Haltestelle | 11,5                      | Ōnoura (unvollendet)      | Ōnoura (unvollendet)    |
| Tunnel |                           | Ōnoura-Tunnel (405 m)     | Ōnoura-Tunnel (405 m)   |
| Tunnel |                           | Utsumi-Tunnel (440 m)     | Utsumi-Tunnel (440 m)   |
| Kopfbahnhof Streckenende | 13,9                      | Utsumi (内海)             | 1980–                   |

Die Neue Meitetsu Chita-Linie (jap. 名鉄知多新線, Meitetsu Chita-shin-sen) ist eine Eisenbahnstrecke auf der japanischen Insel Honshū, die von der Bahngesellschaft Meitetsu (Nagoya Tetsudō) betrieben wird. In der Präfektur Aichi erschließt sie den südlichen Teil der Chita-Halbinsel.

## Streckenbeschreibung
Die 13,9 km lange Strecke ist in Kapspur (1067 mm) verlegt und mit 1500 V Gleichspannung elektrifiziert. Zwar ist sie auf fast ihrer gesamten Länge eingleisig, doch die Tunnel, der Unterbau und die Brückenwiderlager sind so errichtet worden, dass bei Bedarf ein zweites Gleis verlegt werden könnte. Da das Wachstum der Fahrgastzahlen deutlich geringer ausfiel als ursprünglich prognostiziert, unterblieb der entsprechende Ausbau bisher weitgehend. Die einzigen Ausnahmen sind der Kreuzungsbahnhof Chita Okuda und die im Jahr 1986 errichtete Ausweiche Bessōike vor dem Ostportal des Fukaya-Tunnels.
Nördlicher Ausgangspunkt der Strecke ist der Bahnhof Fuki in der Stadt Taketoyo, wo sie von der Meitetsu Kōwa-Linie abzweigt. Sie führt zunächst von der Ost- zur Westseite der Chita-Halbinsel, wobei die Ausläufer des zentralen Hügelzugs und einen Wald in zwei Tunneln durchquert werden. In Kami Noma wendet sich die Strecke nach Süden und folgt der Küste in einem Abstand von mehreren hundert Metern. Diese Trassierung erfordert die Durchquerung von fünf weiteren Tunneln. Unterwegs wird das Tal von Ōnoura passiert, wo der Bahnhof zwar zum Teil errichtet, aber nie vollendet wurde. Schließlich endet die Strecke im Bahnhof Utsumi in der Gemeinde Minamichita.
Es handelt sich um eine im Vergleich zum übrigen Bahnnetz relativ neue Strecke, die für die Entwicklung von Wohngebieten und des Tourismus gebaut wurde. Erschlossen werden von der Meitetsu Group entwickelte Badestrände und Ferienanlagen. Beim Bahnhof Chita Okuda befindet sich auch der Mihama-Campus der Nihon-Fukushi-Universität. Die Strecke hat die meisten Tunnel aller Meitetsu-Bahnlinien und weist an manchen Stellen starke Steigungen auf (bis zu 34,8 ‰).

## Zugangebot
Seit dem Fahrplanwechsel vom 18. März 2023 verkehren alle 30 Minuten Lokalzüge im Einmannbetrieb zwischen Fuki und Utsumi, wobei in Fuki jeweils Anschluss von und zu den Zügen der Meitetsu Kōwa-Linie besteht. Umsteigefreie Eilzüge der Zuggattungen Express und Semi Express kommen am späten Abend in Utsumi an, werden dort über Nacht abgestellt und fahren frühmorgens von dort in Richtung Nagoya zurück. Tagsüber verkehrende Eilzüge wurden aus Rationalisierungsgründen abgeschafft.

## Bilder

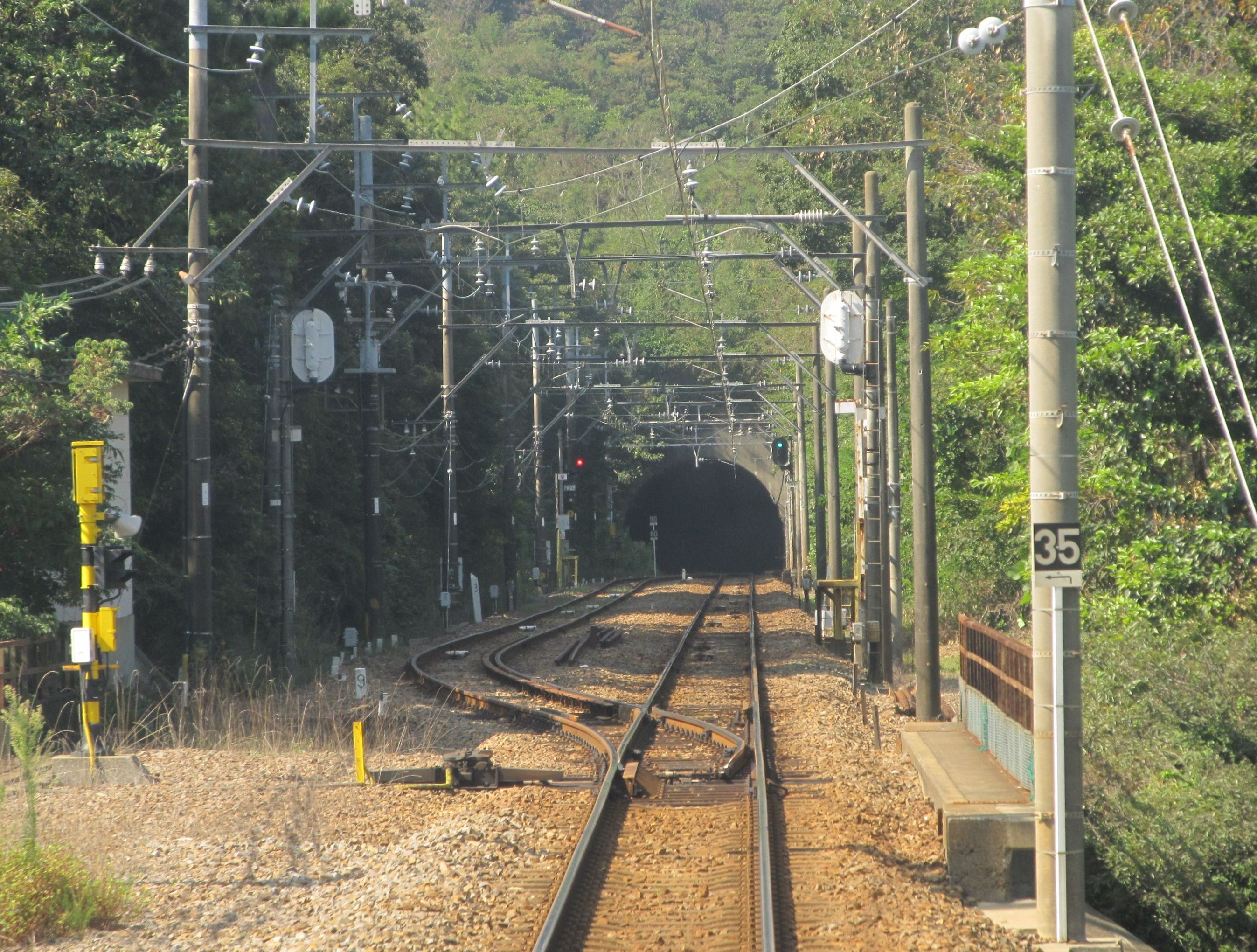
Ausweiche Bessōike
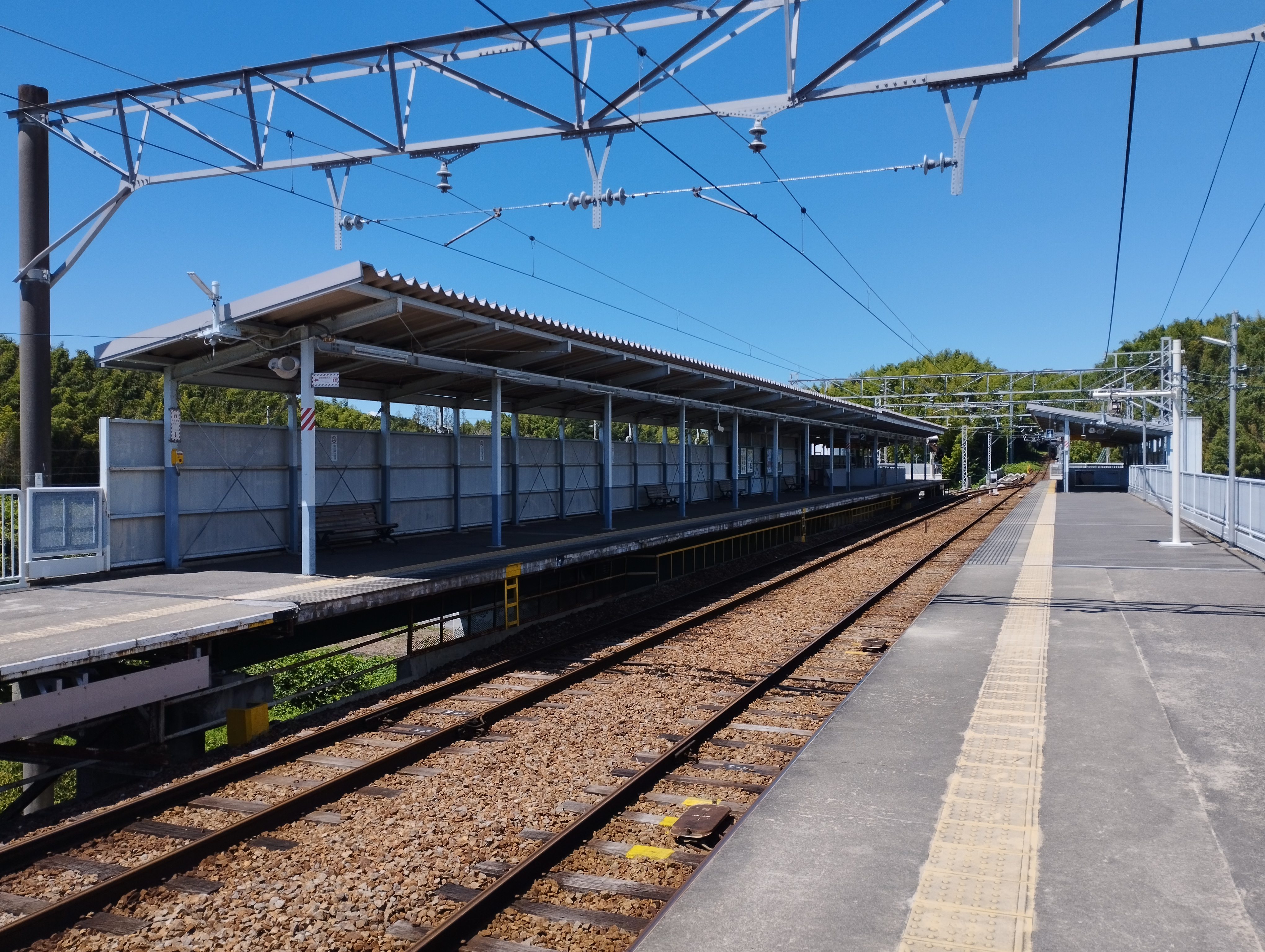
Bahnhof Chita Okuda
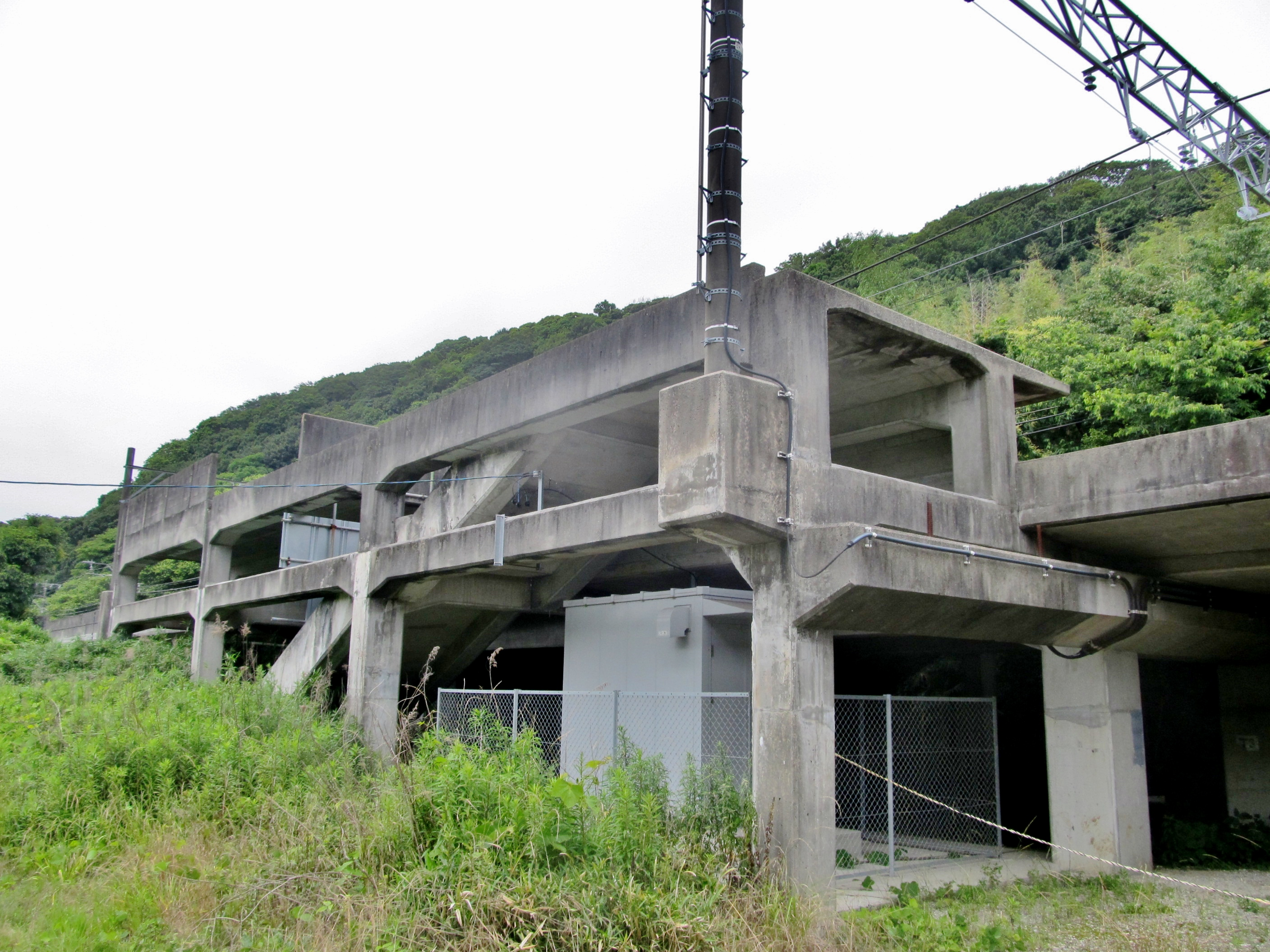
Unvollendeter Bahnhof Ōnoura
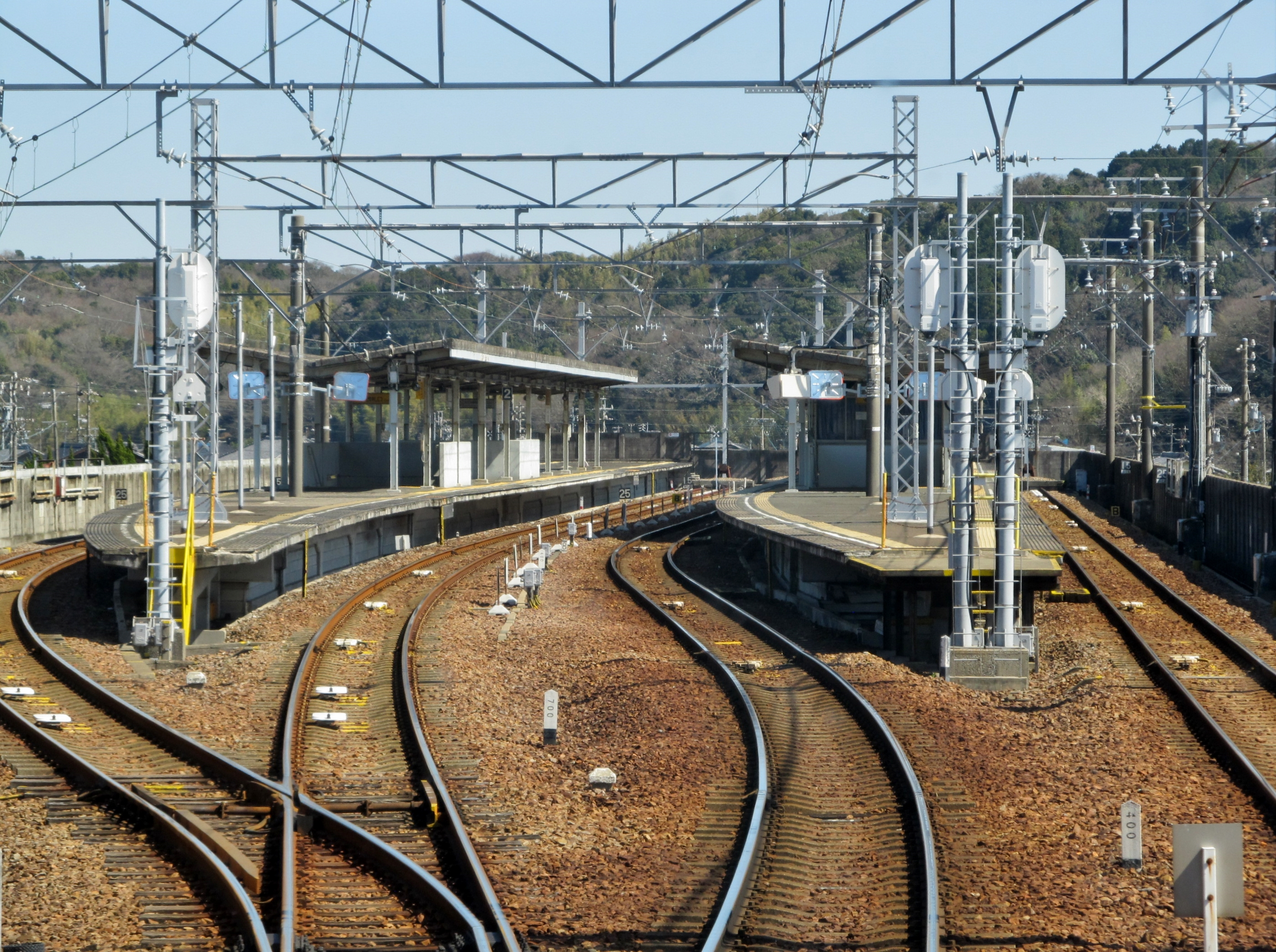
Bahnhof Utsumi

## Geschichte
Die Küste der Chita-Halbinsel war seit langem für ihre reizvolle Landschaft bekannt, weshalb es bereits zu Beginn des 20. Jahrhunderts Bemühungen gab, eine Eisenbahnstrecke zum südlichen Teil der Halbinsel zu bauen. 1912 erhielt die Aichi Denki Tetsudō die Genehmigung für die Verlängerung der Tokoname-Linie von Tokoname entlang der Westküste nach Utsumi. Dies inspirierte die von lokalen Geschäftsleuten gegründete Chita Keibentetsudō dazu, Kleinbahnen von Taketoyo nach Tokoname und Morozaki in der Gemeinde Minamichita zu planen. Andererseits prüfte die staatliche Eisenbahn die Verlängerung der Taketoyo-Linie nach Morozaki. Allerdings war die Südspitze der Halbinsel zu dünn besiedelt, ebenso ließen die Auswirkungen der beiden Weltkriege und die allgemeine wirtschaftliche Lage Bahnprojekte dieser Art unrealistisch erscheinen. Als in der zweiten Hälfte des 20. Jahrhunderts die nördliche Hälfte zunehmend industrialisiert und mit Wohngebieten überbaut wurde, konnte die landschaftliche Schönheit der Südhälfte bewahrt werden, was Potenzial für die touristische Erschließung als Naherholungsgebiet des Ballungsraumes Nagoya versprach. Hinzu kam die Einrichtung des Mikawa-Wan-Quasi-Nationalparks im Jahr 1958. Die Meitetsu begann mit Erfolg Touristen per Bus vom Bahnhof Kōwa aus zu befördern und beschloss daraufhin, erneut die Bahnerschließung zu prüfen.
Drei Varianten standen zur Auswahl: die Verlängerung der Tokoname-Linie, die Verlängerung der Kōwa-Linie oder eine von der Kōwa-Linie abzweigende Strecke (Noma-Route). Wegen des größeren Entwicklungspotenzials in der Mitte der Halbinsel fiel die Wahl auf die Noma-Route. Die nächste Überlegung war, ob die Trasse näher an der Küste oder im Hügelland verlaufen sollte: Die Küstenroute wäre vor allem für den Transport von Badegästen geeignet, während die Hügelroute für die Erschließung neuer Wohngebiete vorteilhaft wäre. Letztlich entschied sich die Meitetsu für die Hügelroute, da sie langfristig mehr Potenzial versprach. Auch der Standort des Abzweigung von der Kōwa-Linie erfuhr in der Planungsphase eine Änderung: Er war ursprünglich südlich des Bahnhofs Chita Taketoyo geplant und erhielt 1967 die entsprechende Baugenehmigung. Doch eine lokale Protestgruppe erschwerte den Landerwerb, so dass die Meitetsu die Abzweigung stattdessen zum Bahnhof Fuki verlegte. Nachdem die Vermessungsarbeiten im April 1968 begonnen hatten, lag die Genehmigung für den ersten Bauabschnitt schließlich im Oktober 1969 vor.
Am 20. Januar 1970 fand im Bahnhof Fuki der offizielle Spatenstich der ersten Sektion bis Bessōike statt. Die Arbeiten verliefen zunächst relativ reibungslos und im August 1971 begannen sie auch an der zweiten Sektion zwischen Bessōike und Kami Noma. Doch dann ereignete sich im mittleren Abschnitt des Fukaya-Tunnels ein Unfall mit Wasseraustritt und der Vortrieb musste vorübergehend eingestellt werden. Da der noch fehlende Tunnelabschnitt nicht besonders tief lag, beschloss die Bauleitung die Umstellung auf offene Bauweise. Im April 1973 war der Fukaya-Tunnel mit sechsmonatiger Verspätung fertiggestellt und am 30. Juni 1974 nahm die Meitetsu den Personenverkehr auf dem Teilstück zwischen Fuki und Kami Noma auf. Der Bau des Ohara-Tunnels und des Tani-Tunnels verlief problemlos, so dass die Strecke am 6. Juli 1975 bis zum Bahnhof Chita Okuda verlängert werden konnte; die Inbetriebnahme des Abschnitt zwischen Chita Okuda und Noma folgte am 4. April 1976.
Ursprünglich sollte der Bahnhof Utsumi direkt südlich des Ōnoura-Tunnels errichtet und das Gebiet zusammen mit dem angrenzenden Gelände der ehemaligen Utsumi-Mittelschule umfassend entwickelt werden. Die Gemeindebehörden befürworteten den Bahnbau an sich, lehnten aber den vorgesehenen Standort in Küstennähe ab, da sie stattdessen die Entwicklung weiter von der Küste entfernter Gebiete für den Wohnungsbau vorantreiben wollten. Der neue Standort, auf den sich die Gemeinde und die Bahngesellschaft einigen konnten, erforderte den Bau des Utsumi-Tunnels, was die Fertigstellung nochmals verzögerte. Eine weitere Verzögerung entstand im Juni 1978 auf dem im Bau befindlichen Bahnhofsgelände durch den unerwarteten Fund eines prähistorischen Muschelhaufens der Jōmon-Zeit (des größten dieser Art in der Region Tōkai) und die notwendig gewordene Ausgrabung. Nach all diesen Irrungen und Wirrungen konnte die Neue Chita-Linie fertiggestellt werden und die Züge fuhren ab 5. Juni 1980 bis Utsumi.

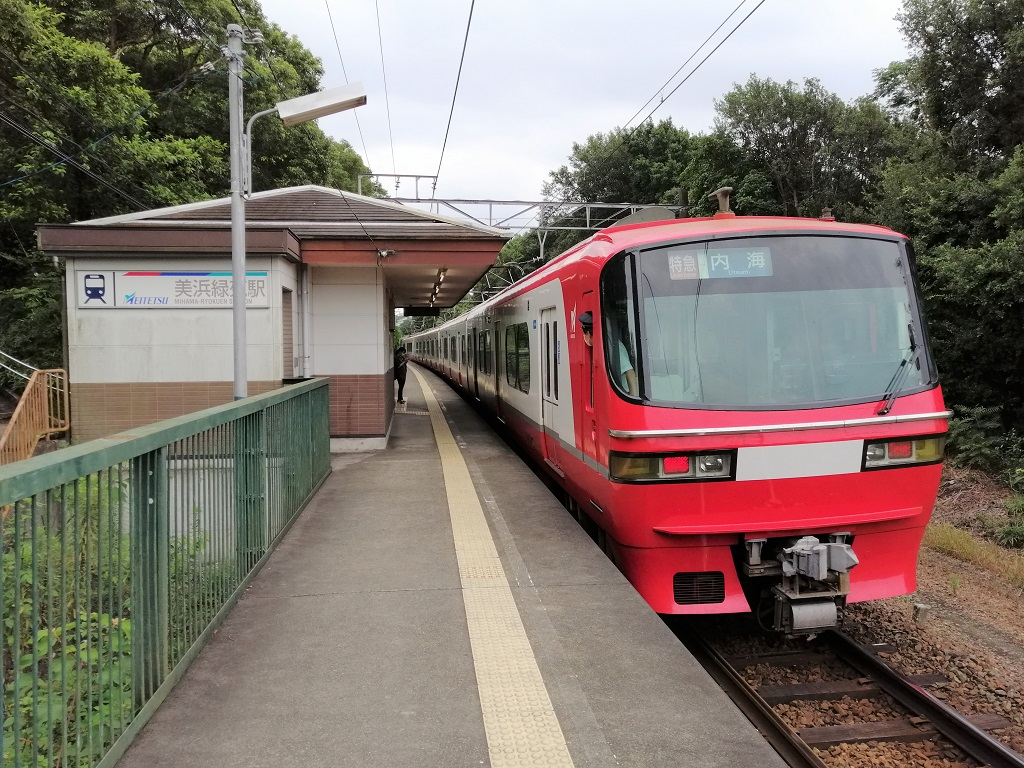
Haltestelle Mihama-ryokuen mit Triebzug der Baureihe 1200

Seit dem Baubeginn zehn Jahre zuvor hatte sich das wirtschaftliche Umfeld entscheidend verändert, denn die Regierung hatte zwischenzeitlich einen großen Teil der Gebiete entlang der Strecke zur „Verstädterungskontrollzone“ erklärt. Dies machte die Erschließung neuer Wohngebiete beinahe unmöglich, sodass nur einige wenige Neubausiedlungen wie Mihama-ryokuen übrigblieben. Derselbe Grund war führte auch dazu, dass der Bahnhof Ōnoura, der gleichzeitig mit dem Streckenabschnitt nach Utsumi hätte eröffnet werden sollen, unvollendet blieb und seither eine Bauruine ist. Die Nachfrageprognosen für die Neue Chita-Linie basierten auf der Nutzung durch Bewohner neu erschlossener Wohngebiete, so dass die tatsächliche Nutzerzahl deutlich niedriger ausfiel als prognostiziert. Um diesen Mangel auszugleichen, setzte die Meitetsu Group daher auf die Tourismusförderung. Um nicht vom Badetourismus in den Sommermonaten abhängig zu sein, entstanden verschiedene Attraktionen wie das Großaquarium Minamichita Beach Land. Ebenso verkehrten ab 1984 besonders bequem ausgestattete Panoramazüge.
Der Bahnhof Utsumi wurde am 18. Februar 1986 von zwei auf vier Bahnsteiggleise erweitert und genau einen Monate später ging die Ausweiche Bessōike in Betrieb. Der letzte Ausbauschritt war die Eröffnung der Haltestelle Mihama-ryokuen am 24. April 1987. Weitere Veränderungen in der Tourismusbranche haben dazu geführt, dass der Tourismus in Minamichita insgesamt stagniert. Der Schwerpunkt der Nutzung liegt heute daher beim Pendlerverkehr zum Campus der Nihon-Fukushi-Universität und der ihr angegliederten Oberschule, die beide 1983 dorthin verlegt worden waren. Aus Rationalisierungsgründen stellte die Meitetsu die Neue Chita-Linie am 18. März 2023 auf Einmannbetrieb um und stellte die meisten umsteigefreien Verbindungen in Richtung Nagoya ein.

## Liste der Bahnhöfe

Streckenkarte

| Name | Name                      | km   | Anschlusslinien     | Lage   | Ort         |
| ---- | ------------------------- | ---- | ------------------- | ------ | ----------- |
| KC17 | Fuki (富貴)               | 00,0 | Meitetsu Kōwa-Linie | Koord. | Taketoyo    |
| KC20 | Kami Noma (上野間)        | 05,6 |                     | Koord. | Mihama      |
| KC21 | Mihama-ryokuen (美浜緑苑) | 06,7 |                     | Koord. | Mihama      |
| KC22 | Chita Okuda (知多奥田)    | 08,1 |                     | Koord. | Mihama      |
| KC23 | Noma (野間)               | 09,8 |                     | Koord. | Mihama      |
| KC24 | Utsumi (内海)             | 13,9 |                     | Koord. | Minamichita |